# Xuzhou
Xuzhou, in de oudheid Pengcheng, is een grote stad in de gelijknamige prefectuur in de oostelijke provincie Jiangsu, Volksrepubliek China. Het is een centrale vervoershub in noord Jiangsu vanwege de expresweg en spoorweg verbindingen met de provincies van Henan en Shandong, de naburige stad van Lianyungang, evenals met de economische hub Shanghai. 
Bij de volkstelling van 2020 had de stad 2,8 miljoen inwoners. De prefectuur had 9,1 miljoen inwoners. Andere grote steden in de prefectuur zijn Feng, Pei, Pizhou en Xinyi.

## Stedenband
- Saint-Étienne (Frankrijk), sinds 1984